# Качапа

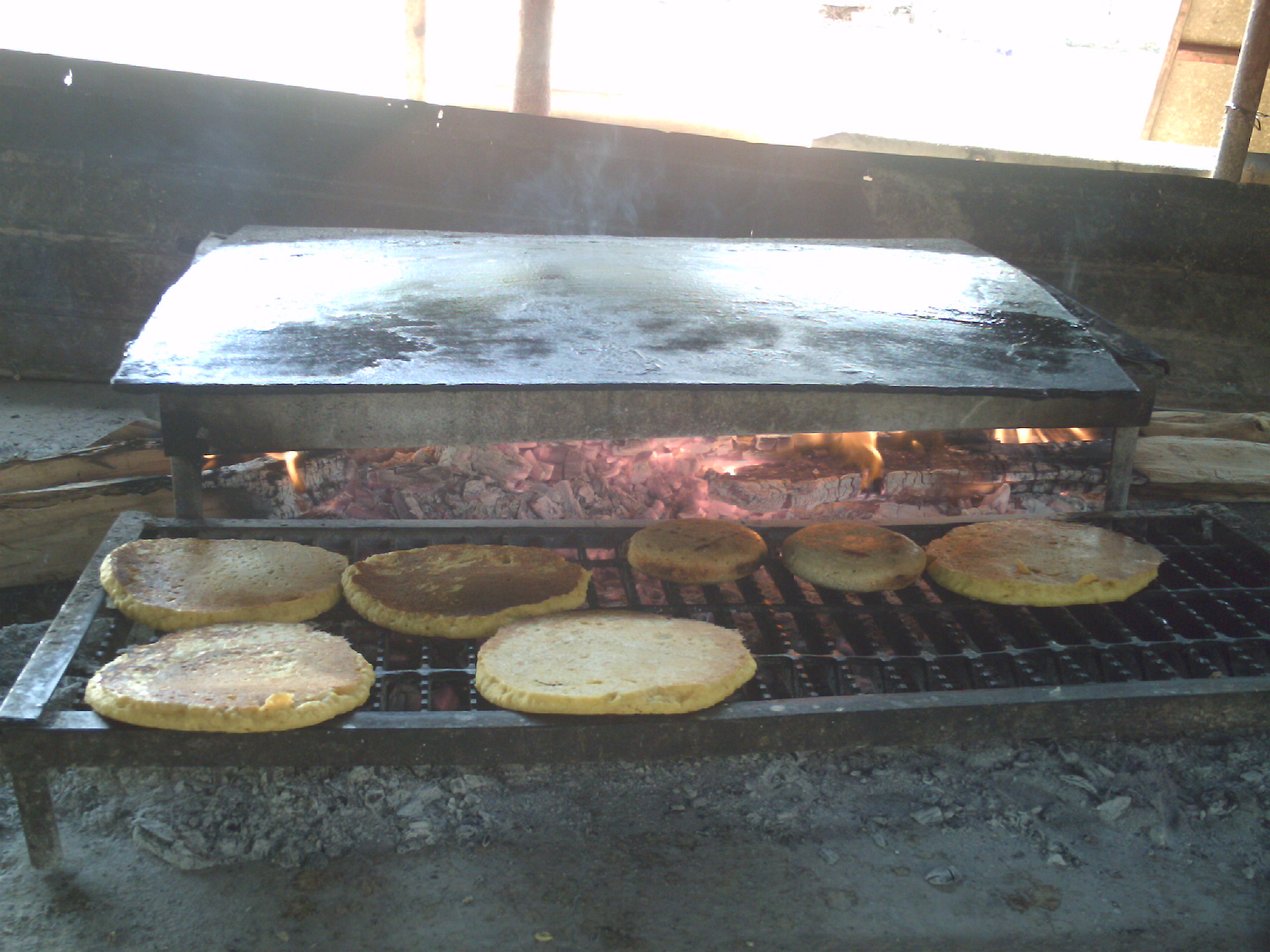
Качапа

Кача́па (ісп. cachapa) — традиційна венесуельська страва, що готується з кукурудзи. Як і арепа, качапа популярна в придорожніх торгових точках. Качапи роблять подібно млинцям зі свіжого кукурудзяного тіста або загортають в сухе кукурудзяне листя і відварюють (cachapa de hoja). Сорти кукурудзи, вирощувані у Венесуелі багаті крохмалем, зерна дуже соковиті, і для замішування тіста фактично не потрібно борошна та молока. Тому більшість звичайних різновидів качапи роблять зі свіжої кукурудзи, яку розмелюють і роблять густе тісто, потім печуть на budare (кругла плита з глини або металу), на зразок млинців; качапа злегка товщі і грудкуватіші звичайних млинців через шматочки кукурудзяних зерен. У деяких рецептах замість свіжої кукурудзи допускається використання консервованої.
Качапи їдять з кесо де мано (м'який сир ручного виготовлення, подібний моцарелі), а також зі смаженою свининою (чичарон) як гарнір. Качапи можуть містити як начинку різні сорти сиру, молочний крем або джем. Вживають у їжу як закуску або основну страву, в залежності від розміру.
В Коста-Риці качапи роблять більш солодкими і називають Chorreadas.
Качапи їдять як самостійну страву, так і зі смаженою свининою як гарнір. Рецепт дуже простий:
3 чашки кукурудзяних зерен (свіжих або відталих заморожених)
1/4 чашки кукурудзяного борошна
1/2 чашки тертого сиру моцарела
Сіль та перець

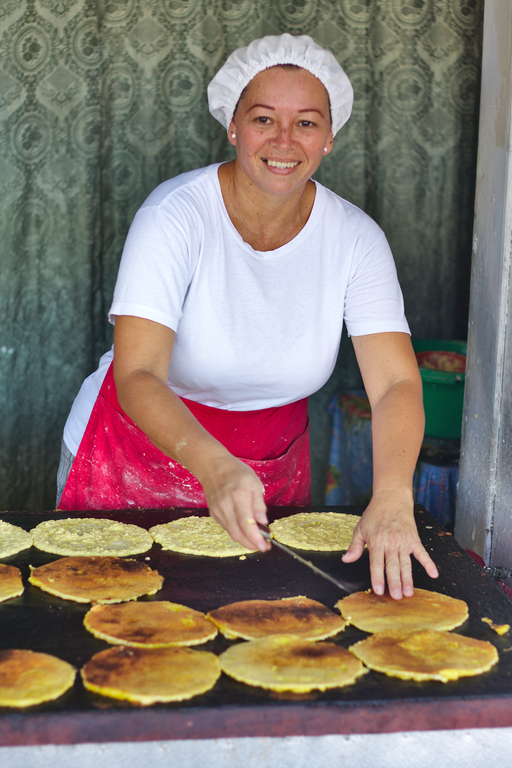
Жінка продає Качапа. Чичирівіче, Фалькон, Венесуела

За допомогою блендера подрібніть кукурудзяні зерна, додайте сіль та перець. Потім всипте борошно і продовжуйте збивати масу до однорідної консистенції. На гарячу сковороду налийте олії та викладайте ложкою невеликі млинчики. Обсмажуйте з кожного боку по 3-5 хвилин до золотистої скоринки, потім посипте зверху моцарелою і почекайте, доки сир не розплавиться. Складіть кожен млинець навпіл, закриваючи сир, і насолоджуйтеся!